# Eupithecia longipennata
Eupithecia longipennata là một loài bướm đêm trong họ Geometridae.